# Шушпанов Дмитро Георгійович
Шушпанов Дмитро Георгійович — (нар. 1 жовтня 1972) український вчений-демограф, експерт у сфері громадського здоров'я та демографічного моделювання., доктор економічних наук, професор, завідувач відділу демографічного моделювання та прогнозування Інституту демографії та соціальних досліджень імені М. В. Птухи НАН України, професор кафедри екології та охорони здоров'я Західноукраїнського національного університету.

## Життєпис
1998 року надане звання кандидата економічних наук.
У 2015 році стипендіат Кабінету Міністрів України для молодих учених.
2019 року надане звання доктора наук.
З січня 2022 головний науковий співробітник відділу демографічного моделювання та прогнозування Інституту демографії та соціальних досліджень імені М. В. Птухи.

## Основні публікації
1. Zhukovska, A., Zheliuk, T., Shushpanov, D., Brych, V., Brechko, O., & Kryvokulska, N. Management of the Development of Artificial Intelligence in Healthcare. In 2023 13th International Conference on Advanced Computer Information Technologies (ACIT). 2023. pp. 241-247. DOI: 10.1109/ACIT58437.2023.10275435 (Scopus).
2. Zheliuk, T., Brechko, O., Zhukovska, A., Shushpanov, D., Vorobets, V., & Gutsuliak, A. Management of Information Processes of the Economy in Conditions of Digitalization. In 2023 13th International Conference on Advanced Computer Information Technologies (ACIT). 2023. pp. 248-254. DOI: 10.1109/ACIT58437.2023.10275567(Scopus).
3. Шушпанов Д, Пошелюжний В. Поширення соціально небезпечних хвороб в Україні в умовах Covid-19 та війни. Регіональні аспекти розвитку продуктивних сил України. 27. 2022. С. 98-107. DOI: https://doi.org/10.35774/rarrpsu2023.28.158